# Обрискіно
Обри́скіно (рос. Обрыскино, чув. Опрыскьял) — присілок у Чувашії Російської Федерації, у складі Шатьмапосинського сільського поселення Моргауського району.
Населення — 48 осіб (2010; 84 в 2002, 162 в 1979; 273 в 1939, 226 в 1926, 213 в 1906, 162 в 1858).

## Історія
Утворилось як околоток присілку Друга Байрашева (Ихракаси). До 1866 року селяни мали статус державних, займались землеробством, тваринництвом, ткацтвом. 1929 року створено колгосп «Ворошилов». До 1927 року присілок перебував у складі Чувасько-Сорминської волості Ядрінського повіту. 1927 року присілок переданий до складу Аліковського району, 1935 року — до складу Ішлейського, 1944 — до складу Моргауського, 1959 року — повернутий до складу Аліковського, 1962 року — до складу Чебоксарського, 1964 року — повернутий до складу Моргауського району.